# Остин, Джейн

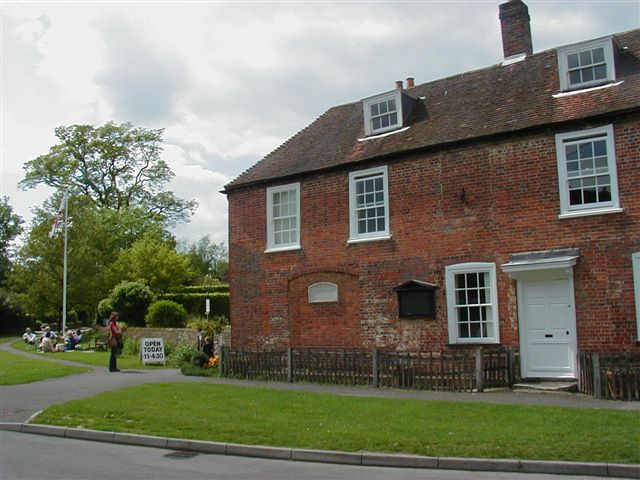
Дом-музей Джейн Остин

Джейн О́стин, распространён также вариант Джейн О́стен (англ. Jane Austen, /dʒeɪn ˈɒstɪn/, 16 декабря 1775 — 18 июля 1817) — английская писательница, провозвестница реализма в британской литературе, сатирик, писала так называемые романы нравов. Её книги являются признанными шедеврами, которые сочетают в себе простоту сюжета, глубокое психологическое проникновение в души героев и ироничный, мягкий, истинно английский юмор.

Последняя страница письма Остин к её сестре Кассандре (11 июня 1799 г.)

## Биографические источники
Биографической информации о жизни Джейн Остин мало, за исключением нескольких сохранившихся писем и биографических заметок, написанных членами её семьи. За свою жизнь Остин, возможно, написала до 3000 писем, но сохранилось только 161 письмо. Многие из писем были написаны старшей сестре Остин, Кассандре, которая в 1843 году сожгла большую часть писем и вырезала части из тех, что оставила. Возможно Кассандра уничтожила или подвергала цензуре письма своей сестры, чтобы не допустить их попадания в руки родственников и чтобы «младшие племянницы не читали ни одного иногда резкого или откровенного комментария Джейн Остин о соседях или членах семьи». Кассандра считала, что в целях соблюдения тактичности эти детали следует уничтожить. Немногочисленные записи о жизни Остин оставляют современным биографам мало материала для работы.
Ситуация усугублялась по мере того, как сменявшие друг друга поколения семьи вычеркивали и очищали и без того непрозрачные детали биографии Остин. Наследники брата Джейн, адмирала Фрэнсиса Остина, уничтожили ещё несколько писем; из «Биографической заметки» были удалены некоторые подробности, написанные её братом в 1818 году; подробности семейной жизни продолжали опускаться или приукрашиваться в «Мемуарах Джейн Остин» её племянника, опубликованных в 1869 году, и в биографии Уильяма и Ричарда Артура Остин-Ли «Джейн Остин: её жизнь и письма», опубликованной в 1913 году. Легенда, которую создали члены семьи и родственники Джейн Остин, отражает их предубеждение в пользу «доброй тихой тети Джейн», изображая женщину, которая была счастлива в семейной жизни и чья семья была ей опорой. Учёный Ян Фергюс объясняет, что современные биографии, как правило, включают в себя детали, вырезанные из писем и семейных биографических материалов, а задача биографов состоит в том, чтобы избежать поляризованного взгляда на то, что Остин переживала в периоды глубокого несчастья и что она была «озлобленной, разочарованной женщиной, пойманной в ловушку в крайне неприятной семье».

## Семья
Джейн Остин родилась 16 декабря 1775 года в городке Стивентон (графство Хэмпшир). Зима 1776 года была особенно суровой, и только 5 апреля девочку крестили в местной церкви под именем Джейн. Помимо Джейн, в семье было шестеро мальчиков и ещё одна девочка (Кассандра). Джейн Остин была предпоследним ребёнком.
Её отец, Джордж Остин, был приходским священником. Служил в качестве ректора в англиканских приходах в Стивентоне и соседнем Дине. Происходил он из старинной кентской семьи, был просвещённым и широко образованным человеком. Его жена, Кассандра Ли, также принадлежала к старинному, но обедневшему роду. Её отец был ректором в Колледже Всех Душ в Оксфорде. Старший брат писательницы Джеймс позже унаследовал богатство отца и своей двоюродной бабушки Перро, с единственным условием, что он сменит свое имя на Ли-Перро. Родители Остин поженились через два месяца после того, как умер отец Кассандры, 26 апреля 1764 года в церкви Св. Свитина в Бате. В тот же день они уехали в Хэмпшир.
Несмотря на высокую детскую смертность в те годы, все дети Джорджа и Кассандры Ли выжили. Старший сын, Джеймс (1765—1819), имел склонность к литературным занятиям: писал стихи, прозу, но пошёл по стопам отца.
О втором сыне, Джордже (1766—1838), предпочитали в семье не говорить: он был психически недоразвитым, говорить так и не научился. Ради него Джейн изучила азбуку немых. Третьего сына, Эдварда (1767—1852), усыновили богатые бездетные родственники Остинов Найты, что открыло перед ним широкие возможности — из джентри он перешёл в состав дворянства.
Самая яркая и романтическая судьба была у четвёртого, любимого брата Джейн Остин, Генри Томаса (1771—1850). Человек увлекающийся и не очень практичный, он перепробовал на своём веку немало профессий: служил в армии, был банкиром, поначалу преуспевал, но потом разорился, принял сан. Женат он был на Элизе де Фейд, вдове французского дворянина, окончившего свои дни на гильотине. Элиза оказала немало влияния на Джейн. Именно Элизе она обязана неплохим знанием французского языка и французских авторов: Ларошфуко, Монтеня, Лабрюйера, а также любовью к театру.
Два других брата, Фрэнсис Уильям и Чарльз Джон, были военными моряками, и дослужились до адмиральского чина. Но особенная дружба связывала Джейн с сестрой Кассандрой. С ней она делилась всеми своими замыслами и посвящала в свои секреты. Кассандра, конечно же, знала имя человека, которому хранила верность Джейн Остин, на руках Кассандры Джейн умерла.
Кассандра, как и сестра, замуж так и не вышла. Её избранник, молодой священник Томас Фаул, умер от жёлтой лихорадки в Вест-Индии, куда отправился в надежде заработать денег на предстоящую свадьбу. Когда его не стало, Кассандре было двадцать четыре года.

## Юность
О самой писательнице имеется гораздо меньше определённых сведений. Мнения современников расходятся даже о её внешности. Её кузина Хэнкок, Филадельфия говорила, что Джейн похожа на своего брата Генри, и «совсем не хорошенькая, очень чопорна для своих двенадцати лет». Брат её близкой приятельницы Анны Лефрой, сэр Эгертон Бриджес, говорил о ней: «Она привлекательна, хороша собой, тонка и изящна, только щёки несколько кругловаты». С этим описанием схож и портрет Джейн, сделанный Кассандрой.
Джейн Остин любила наряды, балы, веселье. Её письма полны описаний фасонов шляпок, рассказов о новых платьях и кавалерах. Веселье сочеталось в ней с природным умом и приличным, особенно для девушки её круга и положения, даже не окончившей школу, образованием.
В период с 1783 по 1786 гг. вместе с сестрой Кассандрой училась в Оксфорде, Саутгемптоне и Рединге. Со школами Джейн не везло; в первой она и Кассандра страдали от деспотичного нрава директрисы и чуть было не умерли, заразившись сыпным тифом. Другой школой в Рединге, напротив, руководила очень добродушная особа, но знания учениц были последней заботой её жизни. Вернув дочерей домой, Джордж Остин решил заняться их образованием сам и весьма в этом преуспел. Умело руководя их чтением, он привил девочкам хороший литературный вкус, научил их любить классических авторов, которых отменно знал по роду собственных занятий. Были прочтены Шекспир, Голдсмит, Юм. Увлекались и романами, читая таких авторов, как Ридчарсон, Филдинг, Стерн, Мария Эджуорт, Фанни Берни. Из поэтов предпочитали Купера, Томсона, Томаса Грея. Формирование личности Джейн Остин проходило в интеллектуальной обстановке — среди книг, постоянных бесед о литературе, обсуждений прочитанного и происходящего.
Хотя всю недолгую жизнь писательница провела в провинции, Стивентоне, Бате, Чотэне, Уинчестере, лишь изредка выезжая в Лондон, большой мир с его событиями и катаклизмами: войнами, восстаниями, революциями — постоянно врывался во внешне спокойное и размеренное существование дочери английского священника.

## Влияние на творчество
Юность и зрелость Джейн Остин пришлись на беспокойные времена: шли Наполеоновские войны, Война за независимость в Северной Америке, Англия была охвачена промышленным переворотом, по ней уже прокатились первые выступления луддитов, Ирландия была охвачена восстаниями.
Джейн Остин состояла в оживлённой переписке с братьями, их жёнами, дальними родственниками, а некоторые из них были непосредственными участниками исторических событий. Французская революция коренным образом изменила судьбу Элизы де Фейд, братья Чарльз и Фрэнсис отправились на войну с Францией. В Вест-Индии умер жених Кассандры; в течение нескольких лет в семье Остинов воспитывался сын бывшего губернатора Индии Уоррена Гастингса.
Письма давали Джейн Остин бесценный материал для её романов. И хотя ни в одном из них не найти рассказа о войнах или революциях, а действие никогда не выносится за пределы Англии, влияние происходящего вокруг особенно ощутимо, например, в последнем её романе «Доводы рассудка», где немало моряков, только что вернувшихся на сушу после военных действий, отличившихся в сражениях, плававших в Вест-Индию. Однако Остин не считала себя компетентной подробно писать о военных действиях и начавшейся колониальной экспансии Англии.
Сдержанность — черта не только творческого облика Остин, но и неотъемлемая часть её жизненной позиции. Остин происходила из семьи с сильными английскими традициями: в ней умели глубоко чувствовать и переживать, но в то же время были сдержанными в проявлении чувств.
Джейн Остин так и не вышла замуж. Когда Джейн было 20 лет, у неё был роман с соседом, Томасом Лефроем, будущим Лордом Верховным Судьёй Ирландии, а в те годы студентом-юристом. Однако брак молодых людей был бы непрактичным, поскольку обе семьи были сравнительно бедны и надеялись воспользоваться браками своих отпрысков для улучшения материального и общественного положения, поэтому Джейн и Тому пришлось расстаться. В тридцать лет Джейн надела чепчик, объявив тем самым миру, что отныне она — старая дева, простившаяся с надеждами на личное счастье, хотя один раз ей и было сделано предложение. Остины никогда не были богатыми, а после смерти отца их финансовые обстоятельства стали ещё более стеснёнными. Джейн обшивала семью и помогала матери по хозяйству.
По исследованию Банка Англии, за три романа Джейн заработала 575 фунтов стерлингов после вычета налогов, что равняется 45 тысячам фунтов или 3,6 млн рублей по курсу 2019 года, причём её менее популярный роман «Мэйнсфилд Парк» стоил дороже (более 310 фунтов), чем «Чувство и чувствительность» (110—140 фунтов) и «Гордость и предубеждение» (140—160 фунтов) вместе взятые. В июле 1813 и 1815 годов Джейн вложила в сумме 600 фунтов на депозит Банка Англии «Navy Fives», гарантировавшие пять процентов дохода в год. Доход от «Эммы» не известен, но предполагается, что он более 575 фунтов.
Писательница скончалась 18 июля 1817 года в Уинчестере, куда поехала лечиться от болезни Аддисона. Перед смертью она не успела закончить свой последний роман «Сэндитон». Настоящее признание пришло к Джейн Остин лишь после смерти.
Похоронена в Уинчестерском соборе.

## Список произведений
В творчестве Остин было два периода: в 1791—1793 годы созданы ранние работы («Ювенилиа») — в основном пародии на современные романы; 1794—1816 годы — период написания прославивших её произведений. В силу стечения обстоятельств почти все романы подолгу «отлёживались» и медленно дорабатывались. «Нортенгерское аббатство» было написано в 1794 году, принято к изданию, но не напечатано; роман был опубликован посмертно. Роман «Гордость и предубеждение» первоначально носил название «Первые впечатления» и был написан в 1796—1797 годах, однако отвергнут издателем и впоследствии дорабатывался; в частности, он был заметно сокращен. Роман «Чувство и чувствительность» был написан в 1797—1798 годах, но его корректуру автору удалось выдержать лишь в 1811 году.

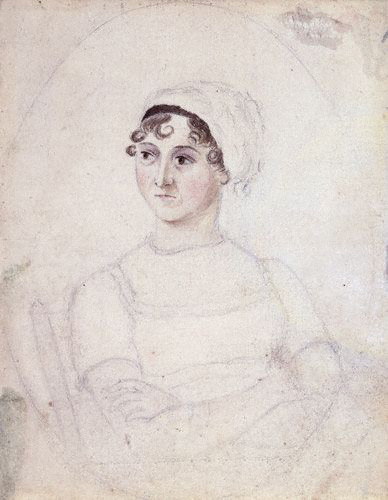
Джейн Остин, рисунок работы Кассандры Остин, около 1810 года

### Юношеские произведения (Ювенилия)
- Три сестры (англ. The Three Sisters)
- Любовь и дружба (англ. Love and Freindship), со знаменитой опечаткой в слове «friendship» в названии.
- История Англии (англ. The History of England)
- Прекрасная Кассандра (англ. The Beautiful Cassandra)

### Романы
- Чувство и чувствительность или «Ра́зум и чу́вства» (англ. Sense and Sensibility) (1811)
- Гордость и предубеждение (англ. Pride and Prejudice) (1813)
- Мэнсфилд-парк (англ. Mansfield Park) (1814)
- Эмма (англ. Emma) (1815)
- Доводы рассудка (англ. Persuasion) (1817), опубликован посмертно
- Нортенгерское аббатство (англ. Northanger Abbey) (1818), опубликован посмертно

### Незавершённые и небольшие произведения
- Леди Сьюзан (англ. Lady Susan), эпистолярный роман
- Уотсоны (англ. The Watsons), не завершён
- Сэндитон (англ. Sanditon), не завершён
- Замок Лесли (англ. Lesley Castle), исторический любовный роман

## Фильмография о Джейн Остин
См. Фильмография Джейн Остин